# Zuïsme

Logo van het zuïsme.

Het zuïsme is een officiële godsdienst in IJsland, die zich baseert op de Sumerische religie. 
Het zuïsme is sinds 2013 erkend in IJsland en eind 2015 was het er ook de snelst groeiende religie. Officieel bestaat deze religie uit het zingen van Sumerische poëzie, maar eigenlijk is het doel van zuïsten het afschaffen van religieuze belastingen.

## Achtergrond
In IJsland bestaat er een soort religieuze belasting waarbij iedere inwoner ongeveer 73 euro per jaar voor moet betalen. Bij dit systeem moet men aangeven tot welke religieuze strekking men behoort en wordt het geld vervolgens gestort naar deze religieuze organisatie. Daarbij zijn er ongeveer veertig erkende religies die op deze manier geld kunnen ontvangen. Indien iemand niet tot de een of andere kerk behoort, moet hij of zij toch de belastingen betalen. Ook Duitsland kent een vergelijkbaar systeem.
De "kerkgemeenschap" van het zuïsme wil deze in hun ogen oneerlijke maatregel aanvechten. Allereerst beloven ze aan al hun geregistreerde "gelovigen" om het belastinggeld terug te storten naar hen. De organisatie wil dat alle religieuze privileges worden afgeschaft. Daarnaast eist ze de afschaffing van elke religieuze registratie. Indien de regering deze eisen inwilligt, zal ze zichzelf ontbinden. De regering lijkt voorlopig niet in te gaan op deze eisen en de organisatie wordt beschuldigd van fraude en belastingsontduiking.